# Chaloem Phra Kiat, Saraburi
Chaloem Phra Kiat (tiếng Thái: เฉลิมพระเกียรติ) là một huyện (amphoe) ở phía bắc của tỉnh Saraburi, miền trung Thái Lan.

## Lịch sử
Tambon Huai Bong, Ban Keng, Khao Din Phatthana, Phu Khae và Na Phra Lan đã được tách ra từ huyện Mueang Saraburi để lập huyện mới. Huyện mới chính thức thành lập vào ngày 5 tháng 12 năm 1996, là một trong năm huyện tên Chaloem Phra Kiat lập ra để kỷ niệm lần thứ 50 ngày lên ngôi của vua Bhumibol Adulyadej (Rama IX).

## Địa lý
Các huyện giáp ranh (từ phía bắc theo chiều kim đồng hồ) là: Phattana Nikhom của tỉnh Lopburi, Kaeng Khoi, Mueang Saraburi, Sao Hai và  Phra Phutthabat của tỉnh Saraburi.

## Hành chính
Huyện này được chia thành 6 phó huyện (tambon), các đơn vị này lại được chia ra thành 51 làng (muban). Na Phra Lan là thị trấn (thesaban tambon) và nằm trên một phần của tambon cùng tên. Mỗi một trong số 6 tambon được quản lý bởi một Tổ chức hành chính tambon.
| STT. | Tên                | Tên Thái  | Số làng | Dân số |  |
| ---- | ------------------ | --------- | ------- | ------ |  |
| 1.   | Khao Din Phatthana | เขาดินพัฒนา | 7       | 2.456  |  |
| 2.   | Ban Kaeng          | บ้านแก้ง    | 8       | 2.879  |  |
| 3.   | Phueng Ruang       | ผึ้งรวง     | 5       | 2.112  |  |
| 4.   | Phu Khae           | พุแค       | 10      | 5.935  |  |
| 5.   | Huai Bong          | ห้วยบง     | 9       | 3.965  |  |
| 6.   | Na Phra Lan        | หน้าพระลาน | 12      | 13.275 |  |